# Kenya az 1960. évi nyári olimpiai játékokon
Kenya az olaszországi Rómában megrendezett 1960. évi nyári olimpiai játékok egyik részt vevő nemzete volt. Az országot az olimpián 4 sportágban 27 sportoló képviselte, akik érmet nem szereztek.

## Atlétika
Férfi
| Versenyző        | Versenyszám | Előfutam | Előfutam | Negyeddöntő | Negyeddöntő | Elődöntő | Elődöntő | Döntő     | Döntő    |
| Versenyző        | Versenyszám | Idő      | Hely.    | Idő         | Hely.       | Idő      | Hely.    | Idő       | Helyezés |
| ---------------- | ----------- | -------- | -------- | ----------- | ----------- | -------- | -------- | --------- | -------- |
| Seraphino Antao  | 100 m       | 10,5     | 1.       | 10,4        | 3.          | 10,6     | 6.       | kiesett   | kiesett  |
| Seraphino Antao  | 200 m       | 21,3     | 1.       | 21,3        | 4.          | kiesett  | kiesett  | kiesett   | kiesett  |
| Seraphino Antao  | 110 m gát   | 15,0     | 5.       | kiesett     | kiesett     | kiesett  | kiesett  | kiesett   | kiesett  |
| Bartonjo Rotich  | 400 m       | 47,7     | 3.       | 47,8        | 7.          | kiesett  | kiesett  | kiesett   | kiesett  |
| Bartonjo Rotich  | 400 m gát   | 51,2     | 2.       |             | 51,8        | 5.       | kiesett  | kiesett   |          |
| Nyandika Maiyoro | 5000 m      | 14:06,0  | 3.       |             |             |          |          | 13:52,8   | 6.       |
| Arere Anentia    | 10 000 m    |          | 30:03,0  | 19.         |             |          |          |           |          |
| Kanuti Sum       | Maraton     |          |          |             |             |          |          | 2:46:55,2 | 59.      |

## Gyeplabda
| Kenyai férfi gyeplabdacsapat-játékoskeret | Kenyai férfi gyeplabdacsapat-játékoskeret |
| --- | --- |
| - Edgar Fernandes - Egbert Fernandes - Hilary Fernandes - Silvester Fernandes - Saude George - Nil Jagnandan Singh - Krishnan Kumar Aggarwal - Alu Mendonca | - John Simonian - Kirpal Singh Bhardwaj - Surjeet Singh Deol - Surjeet Singh Panesar - Pritam Singh Sandhu - Gursaran Singh Sehmi - Avtar Singh Sohal - Anthony Vaz |

### Eredmények
| Színmagyarázat                                                                                           |
| --- |
| A csoportok első két helyezettje bejutott a negyeddöntőbe.                                               |
| A csoportok harmadik helyezettjei a 9–12. helyért, a negyedik helyezettjei a 13–16. helyért játszhattak. |

Csoportkör
C csoport
| Csapat                      | M | Gy | D | V | G+ | G– | Gk  | P |
| --------------------------- | - | -- | - | - | -- | -- | --- | - |
| Kenya (KEN)                 | 3 | 2  | 1 | 0 | 8  | 0  | +8  | 5 |
| Egyesült Német Csapat (EUA) | 3 | 2  | 0 | 1 | 10 | 1  | +9  | 4 |
| Franciaország (FRA)         | 3 | 1  | 1 | 1 | 2  | 5  | –3  | 3 |
| Olaszország (ITA)           | 3 | 0  | 0 | 3 | 0  | 14 | –14 | 0 |

| 1960. augusztus 29. 10:00 | Kenya (KEN)      | 1 – 0   | Egyesült Német Csapat (EUA) | Stadio dei Marmi Játékvezetők: Burgess (GBR), H. Singh (IND) |
| 1960. augusztus 29. 10:00 | H. Fernandes 45' | (0 – 0) |                             | Stadio dei Marmi Játékvezetők: Burgess (GBR), H. Singh (IND) |

| 1960. szeptember 1. 15:00 | Kenya (KEN)                                                                       | 7 – 0   | Olaszország (ITA) | Olympic Velodrome Játékvezetők: Bernet (SUI), Harasta (AUT) |
| 1960. szeptember 1. 15:00 | E. Fernandes 14' · H. Fernandes 17', 64', 65' · Sohal 24', 48' · Pianesi 42' (OG) | (3 – 0) |                   | Olympic Velodrome Játékvezetők: Bernet (SUI), Harasta (AUT) |

| 1960. szeptember 3. 16:30 | Franciaország (FRA) | 0 – 0 | Kenya (KEN) | Olympic Velodrome Játékvezetők: H. Singh (IND), Burgess (GBR) |
| 1960. szeptember 3. 16:30 |                     |       |             | Olympic Velodrome Játékvezetők: H. Singh (IND), Burgess (GBR) |

Negyeddöntő
| 1960. szeptember 5. 15:00 | Nagy-Britannia (GBR)         | 2 – 1   | Kenya (KEN) | Olympic Velodrome Játékvezetők: G. Singh (IND), Ghosh (IND) |
| 1960. szeptember 5. 15:00 | Saunders-Griffiths 36', 153' | (0 – 1) | Sohal 22'   | Olympic Velodrome Játékvezetők: G. Singh (IND), Ghosh (IND) |

- A győztes gól a hatodik hosszabbításban esett.

Az 5–8. helyért
| 1960. szeptember 8. 16:30 | Ausztrália (AUS) | 1 – 1   | Kenya (KEN) | Olympic Velodrome Játékvezetők: Elgershuizen (NED), Glichitch (FRA) |
| 1960. szeptember 8. 16:30 | Crossman 40'     | (0 – 0) | Deol 63'    | Olympic Velodrome Játékvezetők: Elgershuizen (NED), Glichitch (FRA) |

- A mérkőzést a hosszabbítás 40. percében felfüggesztették sötétedés miatt, sorsolással Ausztráliának ítélték a győzelmet. Ezt a kenyaiak megóvták, a mérkőzést döntetlennek minősítették és újrajátszást rendeltek el.

Újrajátszás az 5–8. helyért
| 1960. szeptember 10. 16:30 | Ausztrália (AUS) | 2 – 1   | Kenya (KEN) | Campo Tre Fontane Játékvezetők: Elgershuizen (NED), Van Ballgoijen de Jong (NED) |
| 1960. szeptember 10. 16:30 | Evans 64' 69'    | (0 – 0) | Panaser 42' | Campo Tre Fontane Játékvezetők: Elgershuizen (NED), Van Ballgoijen de Jong (NED) |

A 7. helyért
| — | Kenya (KEN) | — | Egyesült Német Csapat (EUA) |  |
| — |             |   |                             |  |

- Váratlan események miatt a német csapat nem tudott játszani, mindkét csapat hivatalosan a hetedik helyen végzett.

| Csapat      | Helyezés |
| ----------- | -------- |
| Kenya (KEN) | =7.      |

## Sportlövészet
Férfi
| Versenyző       | Versenyszám       | Selejtező | Selejtező | Selejtező | Döntő | Döntő    |
| Versenyző       | Versenyszám       | Csoport   | Pont      | Helyezés  | Pont  | Helyezés |
| --------------- | ----------------- | --------- | --------- | --------- | ----- | -------- |
| Edward Penn     | Szabadpisztoly    | B         | 340       | 20.       | 521   | 40.      |
| Charles Trotter | Sportpuska, fekvő | B         | 381       | 23.       | 574   | 37.      |
| Petrus Visagie  | Sportpuska, fekvő | A         | 383       | 21.       | 571   | 43.      |

## Vitorlázás
Nyílt
| Versenyző                         | Versenyszám     | Futam | Futam | Futam | Futam | Futam | Futam | Futam | Pontszám | Helyezés |
| Versenyző                         | Versenyszám     | 1     | 2     | 3     | 4     | 5     | 6     | 7     | Pontszám | Helyezés |
| --------------------------------- | --------------- | ----- | ----- | ----- | ----- | ----- | ----- | ----- | -------- | -------- |
| Daniel Mackenzie                  | Finn dingi      | 247   | 323   | 230   | 198   | (114) | 441   | 274   | 1686     | 29.      |
| Tony Bentley-Buckle Ronald Blaker | Repülő hollandi | 689   | 446   | (101) | 478   | 416   | 337   | 314   | 2680     | 20.      |